# 機動武闘伝Gガンダム
『機動武闘伝Gガンダム』（きどうぶとうでんジーガンダム、MOBILE FIGHTER G GUNDAM）は、サンライズが製作した「ガンダムシリーズ」のテレビアニメ作品。宇宙世紀以外の世界を舞台とする『オルタナティブシリーズ』の第1作である。1994年4月22日から1995年3月31日まで、全49話がテレビ朝日系で毎週金曜日17時00分 - 17時30分にて放送された。略称は『Gガン』。

## 作品解説
各国を代表する格闘家がガンダムを用いて世界の覇権を格闘技大会「ガンダムファイト」で争うという、少年漫画や当時流行していた『ストリートファイターII』などの対戦型格闘ゲーム的要素を取り入れた設定になっており、戦争を主題とした他のシリーズとは一線を画す。
通常の軍事用兵器として使用される「モビルスーツ」（MS）や「モビルアーマー」（MA）とは別に、ガンダムファイトに使用されるロボットには「モビルファイター」（MF）という呼称が用いられ、劇中で主に活躍するのはこのMFである。また主役MFの全高は16メートル級に設定された。
前番組の『機動戦士Vガンダム』に引き続き逢坂浩司がキャラクターデザインを担当。デザイン協力として漫画家の島本和彦が関わっている。
タイトルの「Gガンダム」は後期主役MFゴッドガンダム（GOD GUNDAM）の略称であるが、劇中では第23話にてミカムラ博士が一度呼称したのみ。このほか、格闘するガンダム（Grapple GUNDAM）、ガンダムファイト優勝者に送られる称号である「ガンダム・ザ・ガンダム」（GUNDAM THE GUNDAM）の意味もある。なお、「ガンダム・ザ・ガンダム」については本放送の前の宣伝番組ではタイトルの由来とされているほか、ゴッドガンダムの名はこの称号にあやかって命名されたという設定となっている。

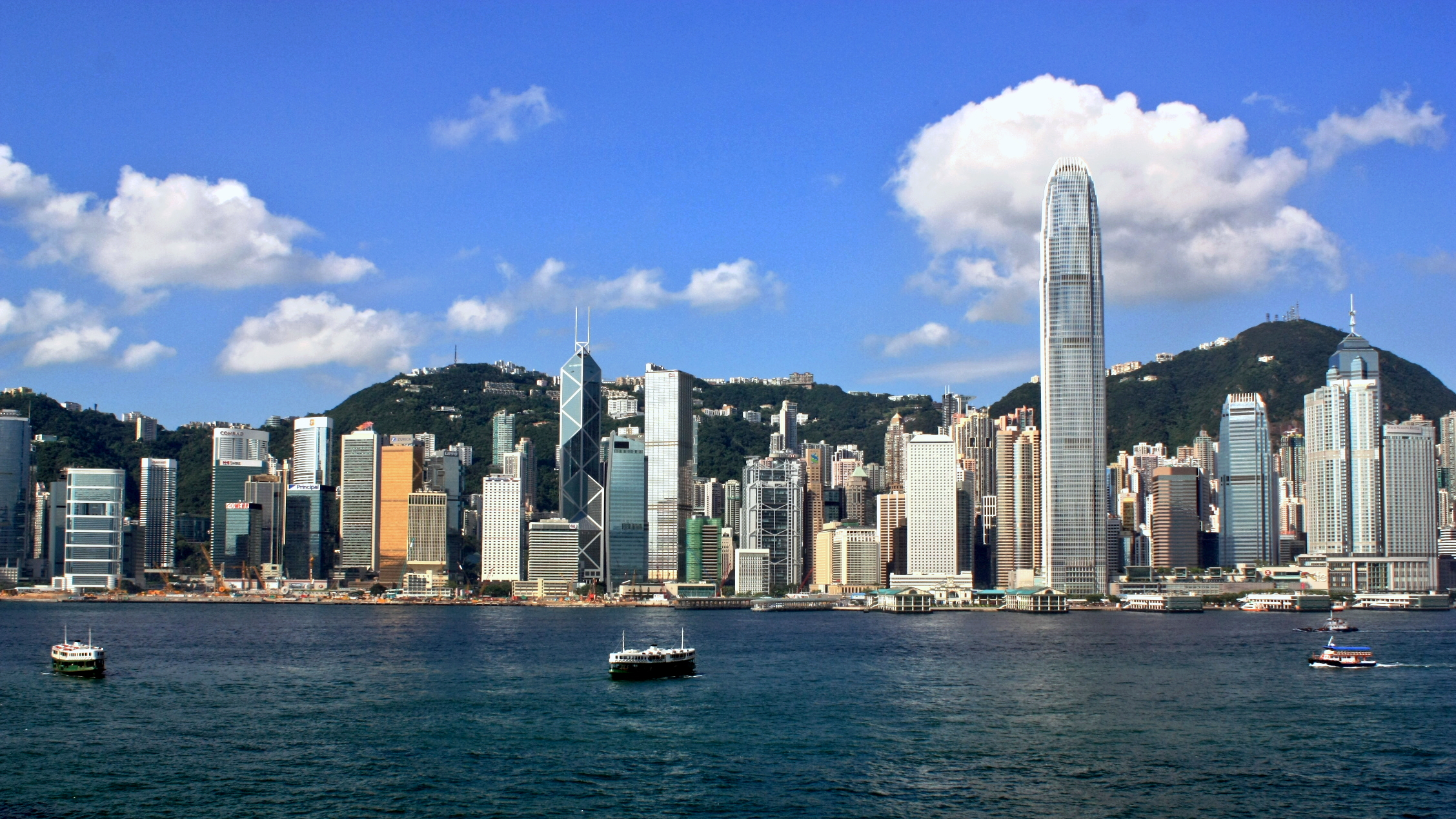
写真は本作のメイン舞台ネオホンコンのモデルとなった香港。

本作品では宇宙やコロニーを舞台にする話は少なく、大多数は地球が舞台である。ガンダムファイト第13回大会の舞台はネオホンコンで、現実の香港の公用語である香港語（広東語）の挿入歌が作中のBGMとして流れ、オープニングテーマ・エンディングテーマにネオホンコンの風景が描かれるなど、香港をメインの舞台として扱っていることが特徴。
アメリカ合衆国では『新機動戦記ガンダムW』に続いて、2002年8月5日よりカートゥーンネットワーク・TOONAMI枠にて『Mobile Fighter G Gundam』のタイトルで放送された。放送コードの関係上、いくつかのガンダムの名称が変更されているものの、DVDの英語字幕では日本版の名称がそのまま表示されている。
なお第48話と第49話（最終話）では、歴代ガンダム（ガンダム、Ζガンダム、ガンダムF91、ガンダム試作1号機フルバーニアン等）がワンカットずつ登場しており、このほかカラーリングは異なるものの次番組『新機動戦記ガンダムW』からウイングガンダムも登場しているが、いずれもカメオ出演扱い。さらに第49話では一瞬であるが、同サンライズ作品のザンボット3（こちらもカラーリング違い）もカメオ出演している。

## 企画の経緯
川口克己は日本経済新聞への寄稿で、本作の企画立ち上げについて次のように語っている。通常春先に新シリーズを始める場合は、前年の夏頃からバンダイも交えて企画を練り、秋には内容を固めるが、本作の場合はバンダイが新シリーズに格闘ゲームの要素を入れるよう要求したため、1993年11月に企画案が根底から覆ることになった。こうした背景には、バンダイがVガンダムで商品展開に苦戦したこと、そしてその反省から子供に訴求力のある作品を求めたためである。
新シリーズ案としてほぼ固まっていた「ポルカガンダム」は火星に移住した人類が、母なる星、地球に戻ろうとすることによって起こる「地球住民」と「火星移民」との摩擦を描いた大河ドラマで、それまでのガンダムシリーズらしさを踏襲する企画だった。サンライズの南雅彦プロデューサーによると、「ポルカガンダム」の制作作業はある程度進んでいて、MSデザインについてはガンダムを大河原邦男が担当し、敵MSを出渕裕が、キャラクターデザインについては川元利浩が担当する予定だったという。河森正治が描いた目玉型の火星基地は、のちに『カウボーイビバップ』に流用された。1話の脚本作業までやっていたところ12月に中止となり、Gガンダム制作へと変更された。
南プロデューサーは当時『天空のエスカフローネ』の企画を動かしていたが、そちらを止めておいて「切り口を変えたガンダム」をやるように言われた。今川泰宏監督は企画初期から『エスカフローネ』に参加し、監督になる予定だった。南は「ガンダムの路線を変えるのであれば、あれくらいパワフルな方にやらしたほうがいいんじゃないかという事で、今川さんを『Gガンダム』のディレクターにして企画を進めて、二転三転あって、ああいうストーリーになった」と述べている。

## 反響と商業的状況
川口克己によると放送直後の評判は散々で、「ガンダムへの侮辱」と憤ったファンもいたという。また「放映スタートから、3か月間は商売になりませんでした」というほど、放送当初は不振に陥っていた。しかし東方不敗マスター・アジアの搭乗機マスターガンダム登場後、8月の夏休みから商品が売れるようになる。このころから初めて小学校3、4年生のユーザーが増加。『Gガンダム』を認めていなかったヘビーユーザーも作品自体の力や、東方不敗、レイン・ミカムラといったサブキャラクターにより納得していった。商品化されないメカが多いことも、逆にガレージキット化に拍車をかけた。主な支持層は小学生層と20代後半層であった。結果として、本作は作品としてもマーチャンダイジングとしても成功した。

## 評価
『愛と戦いのロボット 完全保存版』で発表されたアンケート「みんなで選ぶロボットアニメーションベスト100」では、「あなたが一番アツイと思うロボットアニメは？」で第2位、「子供の頃に見て、一番影響を受けたロボットアニメは？」で第7位、「一番感動した場面は？」で第45話が第2位、最終話が第9位、第37話が第60位、第44話が第76位にランクインした。
本作を含むガンダムシリーズのメカニックデザインを担当している大河原邦男や、『機動戦士ガンダム』などのキャラクターデザインを担当した安彦良和は「今川泰宏さんがGガンダムをやってくれたおかげで、富野さんじゃなくてもオリジナルでガンダムができるようになった。新しい監督が来ても新しい視点でファンの方に発信できる存在になった」「あるポイントを超えるとエンドレスになるのかもしれない。そこを超えられない可能性だってあったんだよね。幸運にもGガンダムで乗り越えられた」と、本作のガンダムシリーズにおける存在意義を高く評価している。
川口克己は本作が与えたガンプラへの影響として、マスターグレード（MG）の誕生を上げている。本作に子供などの次世代のファンを開拓する役目を与えたことで、長年のガンプラ愛好者向けにMGを生み出すことができたと述べている。また、監督の今川については、彼の物語を作る力のおかげで序盤の不振を挽回し、本作を成功に導けたと評している。さらにガンダムのマンネリ化を防ぐカンフル剤になった本作は、ガンダムの歴史を語る上で欠かせないとも述べている。
ガンダムシリーズのファンを公言する歌手の田口淳之介は、2018年にオンラインゲーム『ガンダムヒーローズ』の発表会に登壇した際、小学生当時に初めて見た作品が本作であり、「戦隊ものっぽい決めせりふがバチッとあって、格闘技の要素が新鮮でした」と評したうえ、思い入れのあるキャラクターとしてドモンを挙げている。

## 設定・用語
ガンダムファイト
地球をリングに各コロニー国家がコロニー国家連合の主導権を賭けて「ガンダム」と名付けられた機動兵器（巨大ロボット）で競い合う、ロボット競技による武闘大会。ガンダムファイトを行う各国の選手はガンダムファイターと呼ばれる。世界の覇権をめぐってコロニー国家間の全面戦争が行われるのを防ぐための事実上の代理戦争的な側面を持ち、4年ごとに開催される。開催期間は1年間に渡り、11ヶ月の予選期間を戦い抜いたガンダムのみが決勝ラウンドへ参加することができる。優勝国は次回のガンダムファイト開催までの4年間、コロニー国家の主導権を手にすることができる。

未来世紀
作中の記年法で、制定から60年が経過した未来世紀60年が本作の時代設定である。英語表記ではFutureCentury、F.C.といった表記が用いられ、これまでのシリーズで用いられていた宇宙世紀に代わり使用されている。宇宙世紀を舞台としたこれまでの作品とは世界観が大きく異なり、「コロニー＜地球」という力関係であったのに対し、本作品では逆に「地球＜コロニー」となっている。地球は環境汚染に加え、ガンダムファイトによって生じる周囲の建物の破壊などにより、荒廃した場所が世界中のあちこちに見られる。
未来世紀が制定された60年前に地球を脱出した支配階級により各国がスペースコロニーを建造、国家の中枢もコロニーへ移転しており、第1話に登場したネオイタリアのベルチーノが少年時代を回想するシーンでコロニー打ち上げの様子が描かれている。各国のコロニーは浮遊大陸のような形で宇宙に存在し、それぞれの国の一般的なイメージを誇張したものとして描かれており、主人公ドモン・カッシュの祖国ネオジャパンは日本列島の形をしているといった具合に、一目でどこの国のコロニーか判別しやすいものとなっている。

モビルファイター
本作品におけるガンダム兵器の総称。搭乗者である各国のガンダムファイターの動作を再現（＝トレース）するモビルトレースシステムを搭載しており、ガンダムファイターが「ファイティングスーツ」という特殊なスーツを着用することで機能する。

## 物語
時は未来世紀。人々は荒廃した地球を捨てて宇宙に活路を見出し、宇宙コロニーに生活圏の全てを移して過ごすようになっていた。しかし、コロニーに上がれた者と上がれずに地球に取り残された者との格差は広がり、地球の荒廃はより悪化の一途をたどっていた。
コロニー国家間の覇権をかけて行われる機動兵器同士による格闘大会「ガンダムファイト」は未来世紀60年の節目に13回大会を迎え、大会開催と共に各国のコロニーから五つの光が地球に向けて放たれる。それは大会会場となる地球に向かうために降下した各国代表のガンダムファイターたちであった。ネオジャパン代表のガンダムファイターであるドモン・カッシュもまた、その1人として、パートナーのレイン・ミカムラとともに地球に向かう。
しかし彼の真の目的は、祖国ネオジャパンを裏切り、科学者である父ライゾウ博士が開発していたアルティメットガンダム（デビルガンダム）を奪い失跡した実の兄、キョウジ・カッシュを捜しだすことであった。
幾つかのファイトを勝ち進むドモンであったが、その心は荒んでいた。そんな中、デビルガンダムの手掛かりを求めて来た地、東京の新宿にてデビルガンダムとその配下であるデスアーミーと遭遇。そしてかつての師である東方不敗マスター・アジアと再会する。二人は共闘しドモンの心にも一筋の光が灯るが、そこにデビルガンダムによって操られた戦友（チボデー・クロケット、サイ・サイシー、アルゴ・ガルスキー、ジョルジュ・ド・サンド）が現れ、新宿での出来事がマスターアジアの陰謀であったことが判明し、ドモンとの間に亀裂が生じる。そしてシャッフル同盟の介入と4人の救出、後継である新生シャッフル同盟の成立、マスター・アジアの激戦を経た後、ここにネオドイツのガンダムファイターを自称するシュバルツ・ブルーダーが接近。ドモンを導くとともに共闘を図る。そしてシュバルツとの修行の果てに明鏡止水の心を会得したドモンはマスター、デビルガンダムと激突し、これらを退ける。
その後、ガンダムファイトの舞台は決勝戦のネオホンコンに移る。ここでもデビルガンダムにまつわる陰謀が渦巻く中、シャッフル同盟は優勝者を決める決勝バトルロイヤルにて強豪たちを打ち破っていく。そしてドモンはこの戦いの最中にシュバルツの正体が兄キョウジの心を宿した存在である事と、そこでデビルガンダムにまつわる事件がネオジャパン上層部の陰謀によって引き起こされた真相を知る。そしてシュバルツはふたたび蘇ったデビルガンダムを倒すため、これと運命を共にする。さらにドモンは決勝にてマスターとの一騎打ちに望み、ガンダムファイトによる地球の破壊と、それによって絶望したマスターの心を知る。これを喝破し勝利をおさめたドモンは、命が尽き果てていくマスターと和解する。
ガンダムファイトの頂点に君臨したドモンであったが、ネオジャパンの上官であるウルベ大佐の策謀によってデビルガンダムにレインが取り込まれ、ふたたび復活。人類を抹殺すべく活動を再開する。さらにウルベはこれを利用し、ネオジャパンコロニーを吸収した本拠地を形成し、ガンダムファイトの撤廃とネオジャパンの世界支配を宣言する。さらにデビルガンダムの触手によって吸収され、地球は危機に陥る。ここに世界のガンダムファイターが集結し徹底抗戦を開始する。シャッフル同盟の助力もあり、ネオジャパンコロニー（コロニーデビルガンダム）に侵入してウルベの操るグランドマスターガンダムを破り、ドモンはデビルガンダムの核に到達する。そこでドモンはレインの本心を知り、また自身も内にあるレインへの心を知る。ドモンが愛を打ち明けるとレインはデビルガンダムの束縛から解放され、二人の手でデビルガンダムを葬り去る。

## 登場人物
- ドモン・カッシュ（声 - 関智一）
- レイン・ミカムラ（声 - 天野由梨）
- チボデー・クロケット（声 - 大塚芳忠）
- サイ・サイシー（声 - 山口勝平）
- ジョルジュ・ド・サンド（声 - 山崎たくみ）
- アルゴ・ガルスキー（声 - 宇垣秀成）
- 東方不敗マスター・アジア（声 - 秋元羊介）
- キョウジ・カッシュ / シュバルツ・ブルーダー（声 - 堀秀行）
- アレンビー・ビアズリー（声 - 日高奈留美）
- ウルベ・イシカワ（声 - 飛田展男）
- ウォン・ユンファ（声 - 橋本晃一）
- ストーカー（声 - 秋元羊介）

## 登場兵器
- シャイニングガンダム（ドモン）
- ゴッドガンダム（ドモン）
- ガンダムマックスター（チボデー）
- ドラゴンガンダム（サイシー）
- ガンダムローズ（ジョルジュ）
- ボルトガンダム（アルゴ）
- マスターガンダム（マスターアジア）
- ガンダムシュピーゲル（シュバルツ）
- ノーベルガンダム（アレンビー）
- デビルガンダム（キョウジ）

## スタッフ

### シリーズスタッフ
（オープニングクレジットより）
- 企画 - サンライズ
- 原作 - 矢立肇、富野由悠季（『機動戦士ガンダム』より）
- シリーズ構成（25話まで）、チーフライター（26話から） - 五武冬史
- キャラクターデザイン - 逢坂浩司
- メカニカルデザイン - 大河原邦男、カトキハジメ、山根公利
- メカニックディレクター - 佐野浩敏
- 美術監督 - 東潤一
- 撮影監督 - 大神洋一
- 音楽 - 田中公平
- 音響監督 - 浦上靖夫
- 制作協力 - 電通、創通エージェンシー
- プロデューサー - 小泉美明（テレビ朝日）、南雅彦、植田益朗（サンライズ）
- 総監督 - 今川泰宏
- 制作 - テレビ朝日、サンライズ

### 「プロローグ」スタッフ
- カメラ - 澤田浩
- VE - 大坪裕二
- 照明 - 大場智史
- 編集 - 定野正司、坂本篤
- MA - 清田政男
- 音響効果 - 河手康良
- 美術制作 - 重岩清人
- CG制作 - 楜沢順
- 衣裳協力 - PAZZO
- 演出協力 - 西森章、渡邊哲哉
- 音響制作協力 - オーディオ・プランニング・ユー
- 編集協力 - 鶴渕友章
- 取材協力 - 旭プロダクション、エムアイ、APUスタジオ、スタジオ・イースター、一口坂スタジオ
- 協力 - 井上幸一、中山浩太郎、バンダイ
- 制作進行 - 塚田政宏、安川浩司、山口陽一郎、小野寺春佳
- 制作協力 - ニューテレス
- 制作担当 - 内田健二、関口哲
- 広報 - 丹羽敦子

## 主題歌・挿入歌
オープニングテーマ
「FLYING IN THE SKY」（プロローグ、1-25話）
作詞・作曲・歌 - 鵜島仁文 / 編曲 - 鵜島仁文、樫原伸彦
第7話からOPアニメが新調された。
「Trust You Forever」（26-49話）
作詞・作曲・歌 - 鵜島仁文 / 編曲 - 鵜島仁文、岸利至
最終話のラストで挿入歌として使われた。
エンディングテーマ
映像は前期、後期ともに同じ場面でループするものとなっている。
「海よりも深く」（プロローグ、1-25話）
作詞 - 井上望 / 作曲 - 白川明 / 編曲 - 小西真理 / 歌 - 彩恵津子
「君の中の永遠」（26-49話）
作詞 - 池永康記 / 作曲 - 樫原伸彦 / 編曲 - 斉藤誠 / 歌 - 井上武英
挿入歌
「勝利者たちの挽歌」
作詞 - 安藤芳彦 / 作曲・編曲 - 田中公平 / 歌 - 大山修司
第22話で初披露。以後35話などで一部フレーズが使われている。
ドモン役の関智一が歌うバージョンも存在する。
「星屑のレクイエム」
作詞 - 安藤芳彦 / 作曲 - 田中公平 / 編曲 - 溝口肇 / 歌 - 天野由梨
「魂（いのち）の扉」
作詞 - 錦織貴子・新居昭乃 / 作曲・編曲 - 新居昭乃 / 歌 - 天野由梨
「在我的夢裡」（26話）
作詞 - 錦織貴子 / 訳詞 - 韋然 / 作曲 - 前田克樹 / 編曲 - 岸村正実 / 歌 - 鍾蔚霊
「繁星的詩篇」
作詞 - 安藤芳彦 / 訳詞 - 韋然 / 作曲 - 田中公平 / 編曲 - 溝口肇 / 歌 - 陳奕
「戰鬥男孩」
作詞 - 前田耕一郎 / 訳詞 - 韋然・葵少英 / 作曲 - 前田克樹 / 編曲 - 岸村正実 / 歌 - 葉富生
第26話で初披露。歌詞は広東語となっている。ドモンが石破天驚拳を習得する第39話でも使用された。ドモン役の関智一が歌う日本語歌詞のバージョンも存在する。
「香港觀光歌」
作詞 - 前田耕一郎 / 訳詞 - 韋然 / 作曲・編曲 - 岩崎元是 / 歌 - 陳奕、黄文廣、鍾蔚霊、黎允文
歌詞は広東語となっている。
ドモン役の関智一とレイン役の天野由梨が歌う日本語歌詞のバージョンも存在する。
「夢のはざまで〜In my dream〜」（31話）
作詞 - 錦織貴子 / 作曲 - 前田克樹 / 編曲 - 岸村正実 / 歌 - 天野由梨

## 各話リスト
「プロローグ」は本編放送開始前に3週にわたって、それまでのガンダムシリーズのハイライトとGガンダムの製作の舞台裏を紹介。出演はマイケル富岡と内山信二。これは本作の製作の遅れに起因するものである。タイトルコールはドモン役の関智一が担当した。
| 話数   | 放送日        | サブタイトル                                      | 脚本             | 絵コンテ          | 演出       | 作画監督                   | 登場メカ                                                             |
| ------ | ------------- | ------------------------------------------------- | ---------------- | ----------------- | ---------- | -------------------------- | -------------------------------------------------------------------- |
| -      | 1994年 4月1日 | プロローグ・I 誕生編                              | 四辻たかお(構成) | -                 | 四辻たかお | -                          | -                                                                    |
| -      | 4月8日        | プロローグ・II 出発（）編                         | 四辻たかお(構成) | -                 | 四辻たかお | -                          | -                                                                    |
| -      | 4月15日       | プロローグ・III 飛躍編                            | 四辻たかお(構成) | -                 | 四辻たかお | -                          | -                                                                    |
| 第1話  | 4月22日       | G（）ファイト開始! 地球に落ちたガンダム           | 五武冬史         | 山口祐司          | 谷口悟朗   | 西村誠芳                   | ネロスガンダム                                                       |
| 第2話  | 4月29日       | 唸れ! 夢を摑んだ必殺パンチ                        | 桶谷顕           | 河本昇悟          | 河本昇悟   | 新保卓郎 大塚健 (中村プロ) | ガンダムマックスター マーフィー（2機）                               |
| 第3話  | 5月6日        | 倒せ! 魔神ドラゴンガンダム                        | 五武冬史         | 西森章            | 佐藤育郎   | 西村誠芳                   | ドラゴンガンダム                                                     |
| 第4話  | 5月13日       | いざ勝負! 真紅のバラの貴公子                      | 山口亮太         | 西森章            | 芦沢剛史   | 吉田徹                     | ガンダムローズ アラクノガンダム                                      |
| 第5話  | 5月20日       | 大脱走! 囚われのガンダムファイター                | 志茂文彦         | 忍海知加良        | 武井良幸   | 佐久間信一                 | ボルトガンダム                                                       |
| 第6話  | 5月27日       | 闘えドモン! 地球がリングだ                        | 五武冬史         | 谷口悟朗          | 谷口悟朗   | 新保卓郎 大塚健            | ファントマ ブッシ                                                    |
| 第7話  | 6月3日        | 来るなら来い! 必死の逃亡者                        | 桶谷顕           | 河本昇悟          | 河本昇悟   | 西村誠芳                   | テキーラガンダム ペスカトーレ                                        |
| 第8話  | 6月10日       | 仇は討つ! 復讐の宇宙刑事                          | 志茂文彦         | 杉島邦久          | 佐藤育郎   | 菅野宏紀                   | ランバーガンダム                                                     |
| 第9話  | 6月17日       | 強敵! 英雄チャップマンの挑戦                      | 山口亮太         | 菜利戸奈亜子      | 芦沢剛史   | 佐久間信一                 | ジョンブルガンダム カッシング                                        |
| 第10話 | 6月24日       | 恐怖! 亡霊ファイター出現                          | 桶谷顕           | 西森章            | 武井良幸   | 新保卓郎 大塚健            | ファラオガンダムIV世 ファラオガンダムXIII世                          |
| 第11話 | 7月1日        | 雨の再会…フォーリング・レイン                     | 志茂文彦         | 吉永尚之          | 谷口悟朗   | 西村誠芳                   | ミナレットガンダム                                                   |
| 第12話 | 7月8日        | その名は東方不敗! マスター・アジア見参            | 山口亮太         | 西森章            | 佐藤育郎   | 菅野宏紀 木村貴宏          | クーロンガンダム デスビースト ノブッシ                               |
| 第13話 | 7月15日       | 大ピンチ! 敵は5大ガンダム                         | 桶谷顕           | 河本昇悟          | 河本昇悟   | 佐久間信一                 | デスアーミー 洗脳5大ガンダム                                         |
| 第14話 | 7月22日       | 衝撃! シャイニング・フィンガー敗れたり            | 五武冬史         | 芦沢剛史          | 芦沢剛史   | 西村誠芳                   | マスターガンダム 洗脳5大ガンダム                                     |
| 第15話 | 7月29日       | 戦士の称号! さらばシャッフル同盟                  | 山口亮太         | 近藤信宏          | 武井良幸   | 新保卓郎 大塚健            | シャッフル同盟                                                       |
| 第16話 | 8月5日        | 最強最悪! デビルガンダム現わる                    | 志茂文彦         | 谷口悟朗          | 谷口悟朗   | 佐久間信一                 | デビルガンダム                                                       |
| 第17話 | 8月12日       | 対決! 謎の覆面ファイター                          | 五武冬史         | 吉永尚之          | 佐藤育郎   | 新保卓郎 大塚健            | ガンダムシュピーゲル デスマスター                                    |
| 第18話 | 8月19日       | 必殺技を盗め! 美女軍団の大作戦                    | 桶谷顕           | 河本昇悟          | 河本昇悟   | 西村誠芳                   | テムジンガンダム                                                     |
| 第19話 | 8月26日       | 激闘! ドラゴンガンダム対ボルトガンダム            | 志茂文彦         | 須永司            | 武井良幸   | 木村貴宏                   | デスドラゴン                                                         |
| 第20話 | 9月2日        | ジョルジュよ、悪夢を打ち砕け!                     | 山口亮太         | 須永司            | 佐藤育郎   | 佐久間信一                 | ミラージュガンダム ガンダムマグナート バトラーベンスンマム ゴダール  |
| 第21話 | 9月9日        | 決勝迫る! タイムリミット3日前                     | 桶谷顕           | 井上草二          | 森邦宏     | 新保卓郎 大塚健            | マスターガンダム デスアーミー デスビースト デスバーディ デスネービー |
| 第22話 | 9月16日       | 戦士の絆! デビル包囲網を突破せよ                  | 志茂文彦         | 谷口悟朗          | 谷口悟朗   | 西村誠芳                   | マスターガンダム デスアーミー ガンダムヘッド                         |
| 第23話 | 9月23日       | 宿命の闘い! ドモン対デビルガンダム                | 五武冬史         | 須永司            | 武井良幸   | 木村貴宏 森下博光          | デビルガンダム マスターガンダム                                      |
| 第24話 | 9月30日       | 新たなる輝き! ゴッドガンダム誕生                  | 山口亮太         | 河本昇悟          | 河本昇悟   | 佐久間信一                 | マスターガンダム 正体不明のMF                                        |
| 第25話 | 10月7日       | 決勝開幕! ガンダムファイター大集合                | 北嶋博明         | 武井良幸 佐藤育郎 | 佐藤育郎   | 西村誠芳                   | -                                                                    |
| 第26話 | 10月14日      | 新必殺技! 爆熱ゴッド・フィンガー!!                | 五武冬史         | 須永司            | 吉本毅     | 新保卓郎 大塚健            | ゼウスガンダム ネーデルガンダム                                      |
| 第27話 | 10月21日      | 頑張れドモン! 友に捧げた大勝利                    | 桶谷顕           | 谷口悟朗          | 谷口悟朗   | 佐久間信一                 | コブラガンダム                                                       |
| 第28話 | 10月28日      | 狙われたドモン! 殺し屋ファイターの必殺剣          | 山口亮太         | 井上草二          | 武井良幸   | 木村貴宏 森下博光          | マンダラガンダム バイキングガンダム                                  |
| 第29話 | 11月4日       | 試合放棄!? 恋にドキドキ、サイ・サイシー           | 志茂文彦         | 須永司            | 森邦宏     | 西村誠芳                   | マーメイドガンダム マタドールガンダム コンシー（3体）                |
| 第30話 | 11月11日      | 美少女ファイター! デンジャラス・アレンビー        | 山口亮太         | 須永司            | 佐藤育郎   | 佐久間信一                 | ノーベルガンダム                                                     |
| 第31話 | 11月18日      | ピエロの幻惑! 怒れガンダムマックスター            | 桶谷顕           | 井上草二          | 吉本毅     | 新保卓郎 大塚健            | ジェスターガンダム                                                   |
| 第32話 | 11月25日      | 危険な罠! ネロスガンダムの大逆襲                  | 志茂文彦         | 河本昇悟          | 武井良幸   | 西村誠芳                   | ネロスガンダム 正体不明ガンダム ガンダムゼブラ                       |
| 第33話 | 12月2日       | 地獄からの使者! チャップマン復活                  | 五武冬史         | 滝沢敏文          | 佐藤育郎   | 佐久間信一                 | ジョンブルガンダム 正体不明ガンダム バイキングガンダム               |
| 第34話 | 12月9日       | 立てドモン! 嵐を呼ぶタッグマッチ                  | 山口亮太         | 須永司            | 谷口悟朗   | 木村貴宏 森下博光          | アシュラガンダム スカルガンダム                                      |
| 第35話 | 12月16日      | 決着の時! 豪熱マシンガンパンチ                    | 桶谷顕           | 井上草二          | 吉本毅     | 西村誠芳                   | ガンダムマックスター                                                 |
| 第36話 | 12月23日      | 騎士の誇り! 奪われたガンダムローズ                | 志茂文彦         | 滝沢敏文          | 森邦宏     | 佐久間信一                 | ガンダムローズ ゴダール                                              |
| 第37話 | 1995年 1月6日 | 真・流星胡蝶剣! 燃えよドラゴンガンダム            | 五武冬史         | 須永司            | 武井良幸   | 新保卓郎 大塚健            | ドラゴンガンダム                                                     |
| 第38話 | 1月13日       | ドモン対アルゴ! 突撃ボルトガンダム                | 桶谷顕           | 河本昇悟          | 佐藤育郎   | 西村誠芳                   | ボルトガンダム ランバーガンダム                                      |
| 第39話 | 1月20日       | 石破天驚拳! 決闘マスター・アジア                  | 志茂文彦         | 須永司            | 谷口悟朗   | 佐久間信一                 | -                                                                    |
| 第40話 | 1月27日       | 非情のデスマッチ! シュバルツ最終決戦              | 山口亮太         | 滝沢敏文          | 吉本毅     | 木村貴宏 森下博光          | ガンダムシュピーゲル                                                 |
| 第41話 | 2月3日        | バトルロイヤル開始! 復活のデビルガンダム          | 五武冬史         | 井上草二          | 森邦宏     | 西村誠芳                   | デビルガンダム マスターガンダム ゼウスガンダム                       |
| 第42話 | 2月10日       | 強襲四天王! ガンダムヘブンズソード                | 桶谷顕           | 須永司            | 武井良幸   | 新保卓郎 大塚健            | 天剣絶刀ガンダムヘブンズソード                                       |
| 第43話 | 2月17日       | 獅王争覇! グランドガンダム迎撃作戦                | 志茂文彦         | 滝沢敏文          | 佐藤育郎   | 佐久間信一                 | 獅王争覇グランドガンダム                                             |
| 第44話 | 2月24日       | シュバルツ散る! ドモン涙の必殺拳                  | 山口亮太         | 須永司            | 谷口悟朗   | 西村誠芳                   | デビルガンダム マスターガンダム 笑倣江湖ウォルターガンダム           |
| 第45話 | 3月3日        | さらば師匠! マスター・アジア、暁に死す            | 五武冬史         | 須永司            | 森邦宏     | 木村貴宏 森下博光          | マスターガンダム 笑倣江湖ウォルターガンダム                          |
| 第46話 | 3月10日       | レインの危機! デビルガンダムふたたび              | 桶谷顕           | 井上草二          | 吉本毅     | 佐久間信一                 | 笑倣江湖ウォルターガンダム                                           |
| 第47話 | 3月17日       | デビルコロニー始動! 大進撃シャッフル同盟          | 志茂文彦         | 河本昇悟          | 河本昇悟   | 西村誠芳                   | デビルコロニー                                                       |
| 第48話 | 3月24日       | 地球SOS! 出撃ガンダム連合!!                       | 山口亮太         | 滝沢敏文          | 佐藤育郎   | 新保卓郎 大塚健            | デビルコロニー 合体四天王 グランドマスターガンダム                   |
| 第49話 | 3月31日       | G（）ガンダム大勝利! 希望の未来へレディ・ゴーッ!! | 五武冬史         | 須永司 今川泰宏   | 武井良幸   | 逢坂浩司 佐野浩敏          | デビルガンダム（最終形態） デビルコロニー                            |

## 放送局
地上波放送
| 放送対象地域 | 放送局             | 系列           | ネット形態 | 備考                                                                         |
| ------------ | ------------------ | -------------- | ---------- | ---------------------------------------------------------------------------- |
| 関東広域圏   | テレビ朝日         | テレビ朝日系列 | 制作局     |                                                                              |
| 北海道       | 北海道テレビ       | テレビ朝日系列 | 同時ネット |                                                                              |
| 宮城県       | 東日本放送         | テレビ朝日系列 | 遅れネット | [ 注 1 ]                                                                     |
| 福島県       | 福島放送           | テレビ朝日系列 | 遅れネット | [ 注 2 ]                                                                     |
| 長野県       | 長野朝日放送       | テレビ朝日系列 | 遅れネット | [ 注 3 ]                                                                     |
| 静岡県       | 静岡朝日テレビ     | テレビ朝日系列 | 同時ネット |                                                                              |
| 富山県       | チューリップテレビ | TBS系列        | 遅れネット | 1994年5月25日から水曜 16:27 - 16:55、同年10月2日から日曜 6:00 - 6:30にて放送 |
| 石川県       | 北陸朝日放送       | テレビ朝日系列 | 同時ネット |                                                                              |
| 中京広域圏   | 名古屋テレビ       | テレビ朝日系列 | 同時ネット |                                                                              |
| 近畿広域圏   | 朝日放送           | テレビ朝日系列 | 先行放送   | [ 注 4 ]                                                                     |
| 広島県       | 広島ホームテレビ   | テレビ朝日系列 | 同時ネット |                                                                              |
| 愛媛県       | 愛媛朝日テレビ     | テレビ朝日系列 | 同時ネット | [ 注 5 ]                                                                     |
| 福岡県       | 九州朝日放送       | テレビ朝日系列 | 同時ネット |                                                                              |
| 熊本県       | 熊本朝日放送       | テレビ朝日系列 | 同時ネット |                                                                              |
| 大分県       | 大分朝日放送       | テレビ朝日系列 | 同時ネット |                                                                              |
| 鹿児島県     | 鹿児島放送         | テレビ朝日系列 | 同時ネット |                                                                              |

CS放送
- キッズステーション(2017年6月13日より22:30～23:00『サンライズSP』後半枠として)

インターネット配信
- バンダイチャンネル（有料会員限定で視聴見放題。それ以外は個別課金）
- Amazon Prime Video、DMM動画、GYAO!ストアほか（各話、個別課金）
- YouTube「ガンダムチャンネル」（期間限定配信）

## 関連作品

### 漫画
機動武闘伝Gガンダム
講談社の漫画雑誌『コミックボンボン』に連載された、ときた洸一の漫画化作品。『ボンボン』の人気投票ではベスト3に入るほどの人気を得た。また製作時期の関係上作画に難点があったことから、作品の決勝大会の舞台のモデルとなった香港での出版が決まったのを機に描き直しが行われ、日本で2003年に発売された講談社プラチナコミックス版単行本でもこちらが使用された。
機動武闘伝Gガンダム ガンダムマスクの挑戦
バンダイの模型雑誌『B-CLUB』VOL.114、VOL.115で連載された、富士原昌幸の漫画。サバイバルイレブンの裏で起きた「ガンダムマスク」とドモンの戦い。
機動武闘伝Gガンダム 復讐のJガンダム
メディアワークスの書籍『機動武闘伝Gガンダム ガンダムファイトハンドブック』に掲載された、富士原昌幸の漫画。漫画オリジナルストーリーでサバイバルイレブン最中の出来事で、架空の国家「ネオドードー」がストーリーの根幹に関わっている。
機動武闘伝Gガンダム外伝 硝煙の果て
バンダイ『B-CLUB』VOL.109に掲載された、松浦まさふみの漫画。漫画オリジナルストーリーで、ネオベルギーのガンダムファイターのジョンの操る「ブローニング・ガンダム」の戦いを描いた内容。メディアコミックス版『機動戦士ガンダムReon』、電撃コミックス版『機動戦士ガンダム ムーンクライシス』にそれぞれ収載された。
機動武闘伝Gガンダム外伝 死亡の塔（タワー・オブ・デス）
講談社『コミックボンボン1994年12月冬休みジャンボ増刊号』に掲載された、加登屋みつるの漫画。漫画オリジナルストーリーで、ヨーロッパの小国・ネオベルゲテ公国にて謎の組織に拉致されたレインを救うため、「死亡の塔」に挑むドモンを描いた内容。2006年に『ガンダム短編集』に収載され単行本化された。
機動武闘伝Gガンダム外伝 決別
徳間書店の書籍『ロマンアルバムエクストラ 機動武闘伝Gガンダム テクニカルマニュアルVol.2 最終奥義』に収録されている、上田信舟作画・今川泰宏脚本・浅利五郎題字の漫画。ドモンがマスター・アジアの死後、出会いと修業時代を思い出すという内容であるが、『超級!機動武闘伝Gガンダム』とは全く異なるものになっている。下記の『ドモン、出奔す』が原作脚本となっている。
がんばれ!ドモンくん
ときた洸一による機動武闘伝Gガンダムからのスピンオフ作品。登場人物を『SDガンダム』のように2頭身にデフォルメしたコメディ4コマ漫画である。
機動武闘外伝ガンダムファイト7th
講談社『コミックボンボン増刊号』で連載された外伝作品。東方不敗マスター・アジアの若い頃の出来事である第7回大会ネオジャパン予選を描いた内容。プラモデル展開を想定しており、アニメ版スタッフによるキャラクターやメカニックのデザインが行われた。さらに先行しておとといきたろうによる漫画作品（コミックボンボンKCより全1巻）も発表された。しかし、発表された雑誌が季刊のため露出不足で人気が伸び悩み、結局プラモデルの発売は行われなかった。
機動武闘伝Gガンダム外伝〜翔龍伝説〜
講談社『デラックスボンボン』誌1994年12月号から1995年4月号にかけて連載された村上としやの漫画。サイ・サイシーを主人公とした外伝作品で、必殺技「流星胡蝶剣」を極めるまでを描いた内容となっている。コミックボンボンKCより全1巻。
機動武闘伝Gガンダム外伝 "ザ・ネクスト・ジェネレーション"（新たなる闘い）
講談社『コミックボンボン1995年8月夏休みジャンボ増刊号』で連載されたおとといきたろうの漫画。ドモン・カッシュの弟子、ユウゴ・カガミを主人公とした外伝作品でハイパーゴッドガンダムに乗り、第14回ガンダムファイト優勝を目指して闘う内容となっている。単行本は未発売。
機動武闘伝Gガンダム外伝 暗黒のデス・ファイト
講談社『コミックボンボン1995年12月号増刊号』で連載されたおとといきたろうの漫画作品。前作と同じくユウゴ・カガミを主人公とした外伝作品。宇宙海賊ドン・マーフィーが主催する「闇のガンダムファイト」に出場する内容となっている。単行本は未発売。
超級!機動武闘伝Gガンダム
角川書店の漫画雑誌『ガンダムエース』2010年9月号から2016年10月号で連載された、島本和彦作画・今川泰宏脚本の漫画化作品。

### 小説
機動武闘伝Gガンダム
角川書店から発売された鈴木良武（五武冬史）のノベライズ作品。
機動武闘伝Gガンダム外伝 ドモン、出奔す
大日本絵画の書籍『ガンダムウォーズIV ファイティングG』に収録されている、今川泰宏脚本・イラストのシナリオ。ドモンとマスター・アジアとの出会いを描いているが、『超級!機動武闘伝Gガンダム』とは全く異なるものになっている。上記の『決別』の脚本だが、内容はより詳細になっており、話の流れも大きく異なる。
機動武闘伝Gガンダム外伝 温泉でドキドキ！？ガンダム温泉恐怖の罠
ホビージャパンの雑誌『RPGマガジン』1996年7月号に掲載された、TRPG「熱血専用!!RPG」のプレイシナリオ。温泉リゾート国家ネオイズに招待されたドモンたちが、最終的にネオイズ首相兼ガンダムファイターの美人女将メグミの搭乗するスプリングガンダムと戦うことになる。

### ゲーム
「スーパーロボット大戦シリーズ」を筆頭に本作が登場するゲーム作品は無数にあるため、ここでは本作を題材に単独商品化された作品のみ記述する。
機動武闘伝Gガンダム
1994年12月27日にバンダイから発売されたスーパーファミコン用対戦型格闘ゲーム。制作はパンドラボックスが担当。本放送中に発売されたこともあり、登場モビルファイターのデザインが細部で異なり、主に企画段階のデザインが反映され、デビルガンダムはゲームオリジナルのデザインとなっている。また、アニメ本編より先行してライジングガンダムは登場する一方、アニメに登場済のノーベルガンダムは登場しないなど影響がみられた。なお、このゲームに登場した必殺技の名称の一部は、後にアニメ本編や関連ゲームに登場した。
機動武闘伝Gガンダム THE バトル
2002年10月10日にバンダイから発売されたプレイステーション用対戦型格闘ゲーム。制作はディースリー・パブリッシャーが担当。元は2002年7月17日に北米のみで販売された『Gundam Battle Assault 2』の改題作品であり、同作に収録されていた『新機動戦記ガンダムW』のキャラクターやメカを分割し、「SIMPLEキャラクター2000シリーズ」の12作目として単独商品化された。

### ドラマCD
GFインタビュー
1994年8月20日に発売されたサントラ「機動武闘伝Gガンダム GUNDAM FIGHT-ROUND1&2」に収録。ストーカーが新生シャッフル同盟の5人とレインにインタビューし、答えるという内容。
世界高達骨牌拳
1994年12月23日に発売されたサントラ「機動武闘伝Gガンダム GUNDAM FIGHT-ROUND3 新香港的武闘戯曲」に収録。ドモンたちが謎の人物から送られてきた招待状により、第13回ガンダムファイトの開催を祝してネオホンコンが製作した映画を見に行くというストーリー。全編を通してコメディタッチの内容で描かれている。

### 模型・玩具
プラモデルやフィギュアなど商品も発売されている。特筆すべきはアクションフィギュア「MS in Action!!」シリーズで、決勝大会に登場したMFがほぼ網羅されている。これは、アメリカで放送された際の人気からアメリカ向けとして商品ラインナップが充実したためである。

### その他
月刊ガンダムファイト
バンダイ『B-CLUB』に連載された特集記事。
機動武闘伝外伝
講談社『コミックボンボン』に連載された、模型を使ったフォトストーリー。ネオジャパンのウルベ配下の機動忍軍がギアナ高地に放棄されたデビルガンダムを回収しようとしたところから物語が始まる。
機動武闘伝外伝II
講談社『コミックボンボン』に連載された、模型を使ったフォトストーリーの第二部。ギアナでのデビルガンダム回収時の戦いによって消息不明になった機動忍軍所属の「不死身のクロウザ」が地下ファイトのファイターとして活躍するところから始まる。